# Long Rock (Königin-Marie-Land)
Der Long Rock ist ein längliches Gebiet von Felsvorsprüngen an der Küste des ostantarktischen Königin-Marie-Lands. Auf der Melba-Halbinsel ragen sie 2,5 km südöstlich des Kap Charcot auf.
Der australische Polarforscher Douglas Mawson benannte das Gebiet im Zuge der von ihm geleiteten Australasiatischen Antarktisexpedition (1911–1914).